# Hanusará
Hanusará er en lille elv i byen Sørvágur på øen Vágar i Færøerne. Hunsará kan oversættes til Hanus elv, og Hanus er et færøsk mandsnavn, men det er uklart hvilken Hanus, floden er opkaldt efter.
Den første bosætning i Sørvágur var ved bredden af denne lille elv.